# SuRie
SuRie, née Susanna Marie Cork, le 18 février 1989 à Harlow dans le comté de l'Essex en Angleterre, est une chanteuse britannique.
Elle représente le Royaume-Uni au Concours Eurovision de la chanson 2018 à Lisbonne avec la chanson Storm (en français Tempête).
Sa prestation à l'Eurovision fut interrompue un instant par un homme se saisissant de son micro. L'homme a été rapidement maîtrisé, et SuRie a repris le fil de sa chanson. Les fans ont salué le professionnalisme et le sang froid de la chanteuse, qui a décidé de s'en tenir à sa prestation. 
SuRie a également, dans le passé, été deux fois chanteuse accompagnante pour la Belgique : une fois lors l'Eurovision 2015 pour Loïc Nottet puis deux ans plus tard lors de l'Eurovision 2017 pour la chanteuse Blanche.

## Débuts et carrière
SuRie naît dans une famille juive Susanna Marie Cork d'Andrew Cork et Julia (née Kornberg). Son grand-père maternel, Hans Kornberg, est un biochimiste anglo-américain d'origine allemande, dont les propres parents ont été tués pendant la Shoah. Son nom de scène SuRie est une combinaison des prénoms Susanna et Marie. SuRie fréquente le Hills Road Sixth Form College et obtient par la suite son diplôme de la Royal Academy of Music, où elle reçoit une formation classique en piano et hautbois. Elle suit également une formation de chanteuse. Elle commence à écrire à l'âge de 12 ans. Elle fait des résidences dans des salons de jazz à Londres.
Elle a chanté devant le Prince de Galles, en tant qu'enfant soliste, et dans différentes salles britanniques telles que le Royal Albert Hall et la cathédrale Saint-Paul et dans le monde entier, notamment à la Basilique Saint-Marc à Venise.